# Beaumontia brevituba
Beaumontia brevituba är en oleanderväxtart som beskrevs av Daniel Oliver. Beaumontia brevituba ingår i släktet Beaumontia och familjen oleanderväxter. Inga underarter finns listade i Catalogue of Life.